# Kolobarjasta ploskocevka
Kolobarjasta ploskocevka (znanstveno ime Trametes ochracea) je gliva iz rodu ploskocevk (Trametes)

## Značilnosti
Klobuk je širok od 3 do 10 cm in debel od 0,5 do 1 cm. Je ploščate ali rozetaste oblike s tankim, ostrim in valovitim robom. Je neposredno pritrjen na podlago in je na mestu oprijema vidno debelejši. Površina je rahlo žametna oziroma polstena in brez sijaja. Barve se spreminjajo v kolobarjih in segajo od oker rjave preko svetlo rdečerjave do kostanjeve ali sivkaste.
Trosovnica je cevasta s porami, ki so okrogle ali oglate in imajo premer 2,5–3,3 mm in so bele do smetanaste barve. 
Meso je belo, prožno in z rahlo kiselkastim vonjem.

## Razširjenost in življenjski prostor
Najdemo ga po vsej severni polobli; v Aziji, Evropi, Severni in Srednji Ameriki ter severnem delu Južne Amerike.
Je saprofit, ki raste na odmrlih deblih, štorih in vejah, pogosto kmalu po tem, ko je bilo drevo posekano ali odmrlo. Povzroča belo gnilobo lesa. Gobe se pojavljajo vse leto.

## Mikroskopske značilnosti
Trosni odtis je krem barve. Trosi so valjasti in upognjeni, en konec je zaobljen, drug špičast. So neamiloidni in merijo 5,5–7,5 x 2,5–3 μm.

## Podobne vrste
- pisana ploskocevka (Trametes versicolor) ima temnejše in bolj kontrastne kolobarje, manjše pore in bistveno manjše trose

## Uporabnost
Pri nas velja za neužitno, vendar je na seznamu brazilskih gob, pripravljenem za FAO, navedena kot užitna.

## Galerija slik
- kolobarjaste ploskocevke na prepereli veji
- klobuki
- trosovnica